# Zračna vetrna turbina
Zračna ali leteča vetrna turbina (ang. Airborne wind turbine) je tip vetrne turbine, ki leti v zraku zaradi aerodinamičnih ali pa aerostatičnih učinkov in nima podpornega stolpa kot konvecionalne turbine.Rotor mora pri aerodinamični različici poleg električne energije proizvajati tudi potreben vzgon za lebdenje - v brezvetrju ne bi mogla leteti. Generator je lahko nameščen na vetrni turbini (v zraku) ali pa na tleh. Na višjih višinah so vetrovi precej močnejši zato je lahko turbina za isto moč manjša. Del stroškov se prihrani ker ni potreben podporni stolp in temelji.
Nekateri viri predvidevajo, da bi se dalo s sistemom AWES (airborne wind energy system) proizvajati elektriko po ceni $0,02/kWh (okrog 1,7 centa € na kWh), kar je precej manj od trenutnih vetrnih turbin.Prav tako naj bi bil večji kapacitivnostni faktor, ki naj bi bil okrog 50%, v primerjavi z 20-40% pri konvencionalnih turbinah. Do aprila 2014 še niso zgradili komercialnih letečih turbin.